# エスファハーン核技術・研究センター

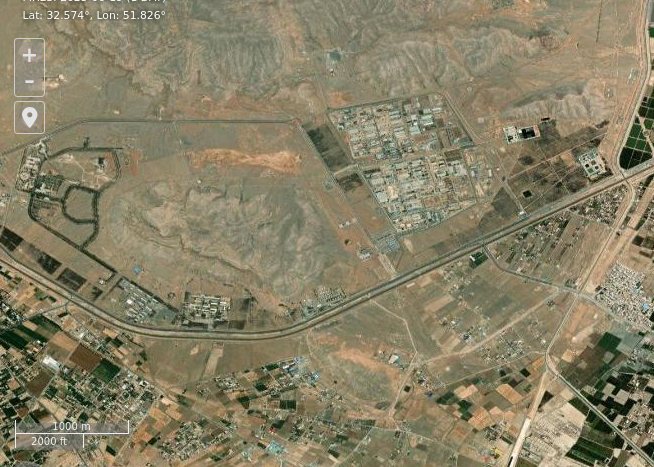
エスファハーン核技術・研究センター（NASAの衛星写真、2025年6月19日）

エスファハーン核技術・研究センター（エスファハーンかくぎじゅつ・けんきゅうセンター、英語: Isfahan Nuclear Technology/Research Center、ペルシア語: مرکز بین‌المللی علوم و فنون هسته‌ای）は、イラン最大の核科学センターであり、エスファハーン県中央部エスファハーン南東に位置し、発電能力は10MWである。ピシュガム・エネルギー・インダストリーズ社が前身となっている。

## 施設
エスファハーン核技術・研究センターは、包括的共同行動計画（JCPAP）に基づき、国連国際原子力機関によって部分的に監視されている。
銅核センター地区には、主に中国からの供給を受けている以下の施設が含まれる。
- 27kW小型中性子源炉（MNSR）
- 軽水亜臨界炉（LWSCR）
- 重水零出力炉（HWPR）
- 黒鉛亜臨界炉（GSCR）

この技術・研究所は、ウラン転換施設（UCF）から改名された。

## 歴史
1970年代にフランスの支援を受けて設立された。

## 2025年のイスラエルとアメリカの空爆
2025年6月13日、イスラエルは原子力施設への空爆を実施し、ウラン転換施設を損傷または破壊したほか、燃料板製造工場と4つ目の重要な建物にも損害を与えた。
2025年6月22日、アメリカ空軍はエスファハーン核技術・研究センターを含むイランの核施設への空爆を開始した。
T

## 参照項目
- ナタンズ核施設
- フォルド・ウラン濃縮工場
- イランの核開発計画
- イランの核施設（英語版）
- イランの核施設へのアメリカの攻撃